# Bahnstrecke Berlin–Halle
| | |                                     |                                     |
| Streckennummer (DB): | 6132 |                                     |                                     |
| Kursbuchstrecke (DB): | 250 |                                     |                                     |
| Kursbuchstrecke: | 155 (Gesamt) 156 (Berlin Anh Bf – Bitterfeld) 136b (Berlin Anh Bf – Jüterbog) 153h (Wittenberg (Prov Sachsen) – Pratau) 99c (S-Bahn Potsdamer Ringbf – Lichterfelde Ost) jeweils 1934 180 (Gesamt) 163d (Berlin Anh Bf – Jüterbog) 103b (Lichterfelde Süd – Ludwigsfelde) 178a (Wittenberg (Prov Sachsen) – Pratau) 103a (S-Bahn Potsdamer Platz – Lichterfelde Süd) 105a (S-Bahn Potsdamer Platz – Priesterweg) jeweils 1946 600 (Berlin – Erfurt) 1968 500 (Berlin – Halle (Saale)/Leipzig) 1982 |                                     |                                     |
| Streckenlänge: | 161,6 km |                                     |                                     |
| Spurweite: | 1435 mm (Normalspur) |                                     |                                     |
| Streckenklasse: | D4 |                                     |                                     |
| Stromsystem: | 15 kV, 16,7 Hz ~ |                                     |                                     |
| Streckengeschwindigkeit: | 200 km/h |                                     |                                     |
| Zugbeeinflussung: | PZB, LZB CE I |                                     |                                     |
| Zweigleisigkeit: | durchgehend |                                     |                                     |
| | |                                     |                                     |
| \| \| 0,0 \| Berlin Anhalter Bahnhof \| Berlin Anhalter Bahnhof \| \| \| \| Landwehrkanal \| \| \| \| \| Bw Berlin Ahb \| \| \| \| \| nach Wannsee \| \| \| \| \| Berlin Anhalter Gbf \| \| \| \| \| von Berlin Hauptbahnhof \| \| \| \| \| \| \| \| \| 1,7 \| Berlin Yorckstraße \| Berlin Yorckstraße \| \| \| \| zum Postbahnhof Luckenwalder Straße \| \| \| \| \| SVT-Halle \| \| \| \| 3,6 \| Berlin Südkreuz (Ringbahn) \| Berlin Südkreuz (Ringbahn) \| \| \| \| A 100 \| \| \| \| \| Verbindungsgleis S-Bahn/Fernbahn \| \| \| \| \| von der Ringbahn \| \| \| \| \| Rangierbahnhof Berlin-Tempelhof \| \| \| \| 4,2 \| nach Mariendorf \| nach Mariendorf \| \| \| 4,3 \| Berlin Südkreuz Süd Abzw \| Berlin Südkreuz Süd Abzw \| \| \| 5,0 \| nach Dresden \| nach Dresden \| \| \| 5,2 \| Berlin Priesterweg \| Berlin Priesterweg \| \| \| \| nach Blankenfelde \| \| \| \| 6,6 \| Berlin Südende \| Berlin Südende \| \| \| 6,9 \| Teltowkanal \| Teltowkanal \| \| \| 7,9 \| Berlin-Lankwitz \| Berlin-Lankwitz \| \| \| 9,2 \| Berlin-Lichterfelde Ost \| Berlin-Lichterfelde Ost \| \| \| (10,7) \| Berlin Osdorfer Straße \| Berlin Osdorfer Straße \| \| \| (11,6) \| Berlin-Lichterfelde Süd \| Berlin-Lichterfelde Süd \| \| \| \| Landesgrenze Berlin/Brandenburg \| \| \| \| \| nach Teltow Stadt \| \| \| \| \| \| \| \| \| \| Güteraußenring \| \| \| \| 14,2 \| Teltow \| Teltow \| \| \| \| Teltower Eisenbahn \| \| \| \| 18,4 \| Großbeeren \| Großbeeren \| \| \| \| zum GVZ Großbeeren \| \| \| \| 19,0 \| zum/vom Berliner Außenring \| zum/vom Berliner Außenring \| \| \| 20,0 \| Berliner Außenring \| Berliner Außenring \| \| \| \| zur ehem. IFA-Anschlussbahn \| \| \| \| 20,5 \| vom Berliner Außenring \| vom Berliner Außenring \| \| \| 21,1 \| Birkengrund Nord (bis 1994) \| Birkengrund Nord (bis 1994) \| \| \| 22,5 \| Birkengrund \| Birkengrund \| \| \| \| A 10 \| \| \| \| 24,5 \| Ludwigsfelde \| Ludwigsfelde \| \| \| \| B 101 \| \| \| \| 30,3 \| Thyrow \| Thyrow \| \| \| 34,3 \| Trebbin \| Trebbin \| \| \| \| B 246 \| \| \| \| \| Nuthe \| \| \| \| 40,2 \| Scharfenbrück \| Scharfenbrück \| \| \| 46,1 \| Woltersdorf/Nuthe-Urstromtal \| Woltersdorf/Nuthe-Urstromtal \| \| \| 49,8 \| Luckenwalde \| Luckenwalde \| \| \| \| B 101 \| \| \| \| 54,8 \| Forst-Zinna (bis 1994) \| Forst-Zinna (bis 1994) \| \| \| 58,6 \| Grüna-Kloster Zinna (bis 1994) \| Grüna-Kloster Zinna (bis 1994) \| \| \| \| von Zossen \| \| \| \| 62,8 \| Jüterbog \| Jüterbog \| \| \| \| B 102 \| \| \| \| \| nach Potsdam \| \| \| \| \| nach Röderau \| \| \| \| \| Abzw Dennewitz von Potsdam \| \| \| \| 69,2 \| Niedergörsdorf \| Niedergörsdorf \| \| \| 75,1 \| Blönsdorf \| Blönsdorf \| \| \| \| Grenze Brandenburg/Sachsen-Anhalt \| \| \| \| 79,0 \| Klebitz (bis 13. Dezember 2014) \| Klebitz (bis 13. Dezember 2014) \| \| \| 84,0 \| Zahna \| Zahna \| \| \| 87,5 \| Bülzig \| Bülzig \| \| \| 89,4 \| Zörnigall \| Zörnigall \| \| \| \| von Węgliniec \| \| \| \| 94,8 \| Lutherstadt Wittenberg Hbf \| Lutherstadt Wittenberg Hbf \| \| \| \| nach Roßlau \| \| \| \| \| B 187 \| \| \| \| 95,7 \| Elbebrücke Wittenberg \| (333 m) \| \| \| 98,3 \| Pratau \| Pratau \| \| \| \| nach Torgau \| \| \| \| \| B 2 \| \| \| \| 104,2 \| Bergwitz \| Bergwitz \| \| \| \| nach Kemberg \| \| \| \| 111,6 \| Radis \| Radis \| \| \| \| B 100 \| \| \| \| 116,1 \| Gräfenhainichen \| Gräfenhainichen \| \| \| 116,8 \| nach Oranienbaum \| nach Oranienbaum \| \| \| 121,3 \| von Oranienbaum \| von Oranienbaum \| \| \| 121,5 \| Burgkemnitz \| Burgkemnitz \| \| \| 126,2 \| Muldenstein \| Muldenstein \| \| \| \| Nördliche Muldeflutbrücke \| (192 m) \| \| \| 127,8 \| Muldebrücke \| (262 m) \| \| \| \| Leinebrücke \| (98,5 m) \| \| \| \| von Dessau und von Stumsdorf \| \| \| \| \| B 183 \| \| \| \| 131,6 \| Bitterfeld \| Bitterfeld \| \| \| \| B 100 \| \| \| \| \| nach Leipzig \| \| \| \| \| B 184 \| \| \| \| 138,6 \| Roitzsch (Kr Bitterfeld) \| Roitzsch (Kr Bitterfeld) \| \| \| \| B 183a \| \| \| \| 142,0 \| Brehna \| Brehna \| \| \| \| A 9 \| \| \| \| 146,7 \| Landsberg (b Halle/Saale) \| Landsberg (b Halle/Saale) \| \| \| \| von Niemberg \| \| \| \| 152,0 \| Hohenthurm \| Hohenthurm \| \| \| \| nach Abzw Zwebendorf \| \| \| \| \| A 14 \| \| \| \| \| von Cottbus \| \| \| \| \| von Magdeburg \| \| \| \| \| von Halberstadt \| \| \| \| 161,6 \| Halle (Saale) Hbf \| Halle (Saale) Hbf \| \| \| \| nach Hann. Münden, nach Erfurt, \| \| \| \| \| nach Bebra und nach Leipzig \| \| | |                                     |                                     |
| S-Bahnhof (im Tunnel) · Kopfbahnhof Streckenanfang (Strecke außer Betrieb) | 0,0 | Berlin Anhalter Bahnhof             | Berlin Anhalter Bahnhof             |
| Strecke unter Wasserlauf (im Tunnel) · Brücke über Wasserlauf (Strecke außer Betrieb) | | Landwehrkanal                       | Landwehrkanal                       |
| Strecke (im Tunnel) · Dienststation / Betriebs- oder Güterbahnhof (Strecke außer Betrieb) | | Bw Berlin Ahb                       | Bw Berlin Ahb                       |
| Abzweig geradeaus und nach rechts (im Tunnel) · Strecke (außer Betrieb) | | nach Wannsee                        | nach Wannsee                        |
| Strecke (im Tunnel) · Dienststation / Betriebs- oder Güterbahnhof (Strecke außer Betrieb) | | Berlin Anhalter Gbf                 | Berlin Anhalter Gbf                 |
| Kreuzung mit oberirdischer Strecke (im Tunnel) · Abzweig ehemals geradeaus und von rechts | | von Berlin Hauptbahnhof             | von Berlin Hauptbahnhof             |
| Tunnelende · Strecke | |                                     |                                     |
| S-Bahn-Halt · Strecke | 1,7 | Berlin Yorckstraße                  | Berlin Yorckstraße                  |
| Strecke · Abzweig geradeaus und ehemals von rechts | | zum Postbahnhof Luckenwalder Straße | zum Postbahnhof Luckenwalder Straße |
| Strecke · Blockstelle | | SVT-Halle                           | SVT-Halle                           |
| Turm-S-Bahnhof geradeaus unten · Turmbahnhof geradeaus unten | 3,6 | Berlin Südkreuz (Ringbahn)          | Berlin Südkreuz (Ringbahn)          |
| Brücke · Brücke | | A 100                               | A 100                               |
| Abzweig geradeaus und von links · Abzweig geradeaus und nach rechts | | Verbindungsgleis S-Bahn/Fernbahn    | Verbindungsgleis S-Bahn/Fernbahn    |
| Strecke · Abzweig geradeaus, von links und ehemals von rechts | | von der Ringbahn                    | von der Ringbahn                    |
| Strecke · ehemaliger Dienststation / Betriebs- oder Güterbahnhof | | Rangierbahnhof Berlin-Tempelhof     | Rangierbahnhof Berlin-Tempelhof     |
| Strecke · Abzweig geradeaus und nach links | 4,2 | nach Mariendorf                     | nach Mariendorf                     |
| Strecke · Blockstelle | 4,3 | Berlin Südkreuz Süd Abzw            | Berlin Südkreuz Süd Abzw            |
| Strecke · Abzweig geradeaus und nach links | 5,0 | nach Dresden                        | nach Dresden                        |
| S-Bahnhof · Strecke | 5,2 | Berlin Priesterweg                  | Berlin Priesterweg                  |
| Abzweig geradeaus und nach links · Kreuzung geradeaus unten | | nach Blankenfelde                   | nach Blankenfelde                   |
| S-Bahnhof · Strecke | 6,6 | Berlin Südende                      | Berlin Südende                      |
| Brücke über Wasserlauf · Brücke über Wasserlauf | 6,9 | Teltowkanal                         | Teltowkanal                         |
| S-Bahn-Halt · Strecke | 7,9 | Berlin-Lankwitz                     | Berlin-Lankwitz                     |
| S-Bahnhof · Haltepunkt / Haltestelle | 9,2 | Berlin-Lichterfelde Ost             | Berlin-Lichterfelde Ost             |
| S-Bahn-Halt · Strecke | (10,7) | Berlin Osdorfer Straße              | Berlin Osdorfer Straße              |
| S-Bahnhof · Strecke | (11,6) | Berlin-Lichterfelde Süd             | Berlin-Lichterfelde Süd             |
| Grenze · Grenze | | Landesgrenze Berlin/Brandenburg     | Landesgrenze Berlin/Brandenburg     |
| Abzweig ehemals geradeaus und nach rechts · Strecke | | nach Teltow Stadt                   | nach Teltow Stadt                   |
| Verschwenkung nach links (Strecke außer Betrieb) · Verschwenkung nach rechts | |                                     |                                     |
| Abzweig geradeaus und ehemals von links | | Güteraußenring                      | Güteraußenring                      |
| Bahnhof | 14,2 | Teltow                              | Teltow                              |
| Abzweig geradeaus, ehemals nach rechts und ehemals von rechts | | Teltower Eisenbahn                  | Teltower Eisenbahn                  |
| Bahnhof | 18,4 | Großbeeren                          | Großbeeren                          |
| Abzweig geradeaus und von links | | zum GVZ Großbeeren                  | zum GVZ Großbeeren                  |
| Abzweig geradeaus, nach rechts und von rechts | 19,0 | zum/vom Berliner Außenring          | zum/vom Berliner Außenring          |
| Kreuzung geradeaus unten | 20,0 | Berliner Außenring                  | Berliner Außenring                  |
| Abzweig geradeaus und nach rechts | | zur ehem. IFA-Anschlussbahn         | zur ehem. IFA-Anschlussbahn         |
| Abzweig geradeaus und von links | 20,5 | vom Berliner Außenring              | vom Berliner Außenring              |
| ehemaliger Haltepunkt / Haltestelle | 21,1 | Birkengrund Nord (bis 1994)         | Birkengrund Nord (bis 1994)         |
| Bahnhof | 22,5 | Birkengrund                         | Birkengrund                         |
| Strecke mit Straßenbrücke | | A 10                                | A 10                                |
| Bahnhof | 24,5 | Ludwigsfelde                        | Ludwigsfelde                        |
| Strecke mit Straßenbrücke | | B 101                               | B 101                               |
| Bahnhof | 30,3 | Thyrow                              | Thyrow                              |
| Bahnhof | 34,3 | Trebbin                             | Trebbin                             |
| Strecke mit Straßenbrücke | | B 246                               | B 246                               |
| Brücke über Wasserlauf | | Nuthe                               | Nuthe                               |
| ehemaliger Dienststation / Betriebs- oder Güterbahnhof | 40,2 | Scharfenbrück                       | Scharfenbrück                       |
| Haltepunkt / Haltestelle | 46,1 | Woltersdorf/Nuthe-Urstromtal        | Woltersdorf/Nuthe-Urstromtal        |
| Bahnhof | 49,8 | Luckenwalde                         | Luckenwalde                         |
| Strecke mit Straßenbrücke | | B 101                               | B 101                               |
| ehemaliger Bahnhof | 54,8 | Forst-Zinna (bis 1994)              | Forst-Zinna (bis 1994)              |
| ehemaliger Haltepunkt / Haltestelle | 58,6 | Grüna-Kloster Zinna (bis 1994)      | Grüna-Kloster Zinna (bis 1994)      |
| Abzweig geradeaus und ehemals von links | | von Zossen                          | von Zossen                          |
| Bahnhof | 62,8 | Jüterbog                            | Jüterbog                            |
| Brücke | | B 102                               | B 102                               |
| Abzweig geradeaus und nach rechts | | nach Potsdam                        | nach Potsdam                        |
| Abzweig geradeaus und nach links | | nach Röderau                        | nach Röderau                        |
| Abzweig geradeaus und ehemals von rechts | | Abzw Dennewitz von Potsdam          | Abzw Dennewitz von Potsdam          |
| Bahnhof | 69,2 | Niedergörsdorf                      | Niedergörsdorf                      |
| Haltepunkt / Haltestelle | 75,1 | Blönsdorf                           | Blönsdorf                           |
| Grenze | | Grenze Brandenburg/Sachsen-Anhalt   | Grenze Brandenburg/Sachsen-Anhalt   |
| ehemaliger Haltepunkt / Haltestelle | 79,0 | Klebitz (bis 13. Dezember 2014)     | Klebitz (bis 13. Dezember 2014)     |
| Bahnhof | 84,0 | Zahna                               | Zahna                               |
| Haltepunkt / Haltestelle | 87,5 | Bülzig                              | Bülzig                              |
| Haltepunkt / Haltestelle | 89,4 | Zörnigall                           | Zörnigall                           |
| | | von Węgliniec                       |                                     |
| Bahnhof | 94,8 | Lutherstadt Wittenberg Hbf          | Lutherstadt Wittenberg Hbf          |
| | | nach Roßlau                         |                                     |
| Brücke | | B 187                               | B 187                               |
| Brücke über Wasserlauf | 95,7 | Elbebrücke Wittenberg               | (333 m)                             |
| Bahnhof | 98,3 | Pratau                              | Pratau                              |
| Abzweig geradeaus, nach links und ehemals von links | | nach Torgau                         | nach Torgau                         |
| Strecke mit Straßenbrücke | | B 2                                 | B 2                                 |
| Haltepunkt / Haltestelle | 104,2 | Bergwitz                            | Bergwitz                            |
| Abzweig geradeaus und ehemals nach links | | nach Kemberg                        | nach Kemberg                        |
| Bahnhof | 111,6 | Radis                               | Radis                               |
| Strecke mit Straßenbrücke | | B 100                               | B 100                               |
| Bahnhof | 116,1 | Gräfenhainichen                     | Gräfenhainichen                     |
| Abzweig geradeaus und ehemals nach rechts | 116,8 | nach Oranienbaum                    | nach Oranienbaum                    |
| Abzweig geradeaus und ehemals von rechts | 121,3 | von Oranienbaum                     | von Oranienbaum                     |
| Bahnhof | 121,5 | Burgkemnitz                         | Burgkemnitz                         |
| Bahnhof | 126,2 | Muldenstein                         | Muldenstein                         |
| Brücke über Wasserlauf | | Nördliche Muldeflutbrücke           | (192 m)                             |
| Brücke über Wasserlauf | 127,8 | Muldebrücke                         | (262 m)                             |
| Brücke über Wasserlauf | | Leinebrücke                         | (98,5 m)                            |
| Abzweig geradeaus und von rechts | | von Dessau und von Stumsdorf        | von Dessau und von Stumsdorf        |
| Strecke mit Straßenbrücke | | B 183                               | B 183                               |
| Bahnhof | 131,6 | Bitterfeld                          | Bitterfeld                          |
| Strecke mit Straßenbrücke | | B 100                               | B 100                               |
| Abzweig geradeaus und nach links | | nach Leipzig                        | nach Leipzig                        |
| Strecke mit Straßenbrücke | | B 184                               | B 184                               |
| Bahnhof | 138,6 | Roitzsch (Kr Bitterfeld)            | Roitzsch (Kr Bitterfeld)            |
| Strecke mit Straßenbrücke | | B 183a                              | B 183a                              |
| Haltepunkt / Haltestelle | 142,0 | Brehna                              | Brehna                              |
| Strecke mit Straßenbrücke | | A 9                                 | A 9                                 |
| Bahnhof | 146,7 | Landsberg (b Halle/Saale)           | Landsberg (b Halle/Saale)           |
| Abzweig geradeaus und ehemals von rechts | | von Niemberg                        | von Niemberg                        |
| Haltepunkt / Haltestelle | 152,0 | Hohenthurm                          | Hohenthurm                          |
| Abzweig geradeaus und ehemals nach links | | nach Abzw Zwebendorf                | nach Abzw Zwebendorf                |
| Strecke mit Straßenbrücke | | A 14                                | A 14                                |
| Abzweig geradeaus und von links | | von Cottbus                         | von Cottbus                         |
| Abzweig geradeaus und von rechts | | von Magdeburg                       | von Magdeburg                       |
| Abzweig geradeaus und von rechts | | von Halberstadt                     | von Halberstadt                     |
| Bahnhof | 161,6 | Halle (Saale) Hbf                   | Halle (Saale) Hbf                   |
| Strecke | | nach Hann. Münden, nach Erfurt,     | nach Hann. Münden, nach Erfurt,     |
| Strecke | | nach Bebra und nach Leipzig         | nach Bebra und nach Leipzig         |

Die Bahnstrecke Berlin–Halle ist eine zweigleisige, elektrifizierte Hauptbahn in den Ländern Berlin, Brandenburg und Sachsen-Anhalt. Sie wurde ursprünglich von der Berlin-Anhaltischen Eisenbahn-Gesellschaft erbaut und betrieben. Im Berliner Raum ist für sie die Bezeichnung Anhalter Bahn üblich.
Die Strecke verläuft von Berlin über Jüterbog und Wittenberg nach Halle (Saale). Sie ist Bestandteil der Eisenbahnachse Berlin–Palermo. Auf Berliner Gebiet verläuft parallel zur Fernbahn die als Anhalter Vorortbahn bezeichnete Strecke der Berliner S-Bahn.

## Geschichte

### Vorgeschichte und Bau
Die Berlin-Anhaltische Eisenbahn-Gesellschaft war im 19. Jahrhundert für mehr als vier Jahrzehnte eines der bedeutendsten Eisenbahnunternehmen Deutschlands. Neben der eigentlichen Anhalter Stammbahnstrecke, die Berlin mit dem Herzogtum Anhalt verband, schuf sie in dieser Zeit ein Netz von wichtigen Eisenbahnstrecken zwischen Berlin und dem nördlichen Teil des Königreichs Sachsen und der preußischen Provinz Sachsen, das schließlich eine Länge von rund 430 Kilometern umfasste.
1840/1841 wurde in mehreren Etappen die Stammstrecke der BAE von Berlin Anhalter Bahnhof über Jüterbog, Wittenberg, Dessau nach Köthen eingeweiht. Im Bahnhof Köthen bestand Anschluss über die Magdeburg-Leipziger Eisenbahn nach Halle und Leipzig. Der Weg von Berlin in diese Städte konnte 1859 mit Inbetriebnahme der direkten Strecke von Wittenberg nach Bitterfeld und weiter nach Halle und Leipzig deutlich verkürzt werden.

### Vor dem Ersten Weltkrieg

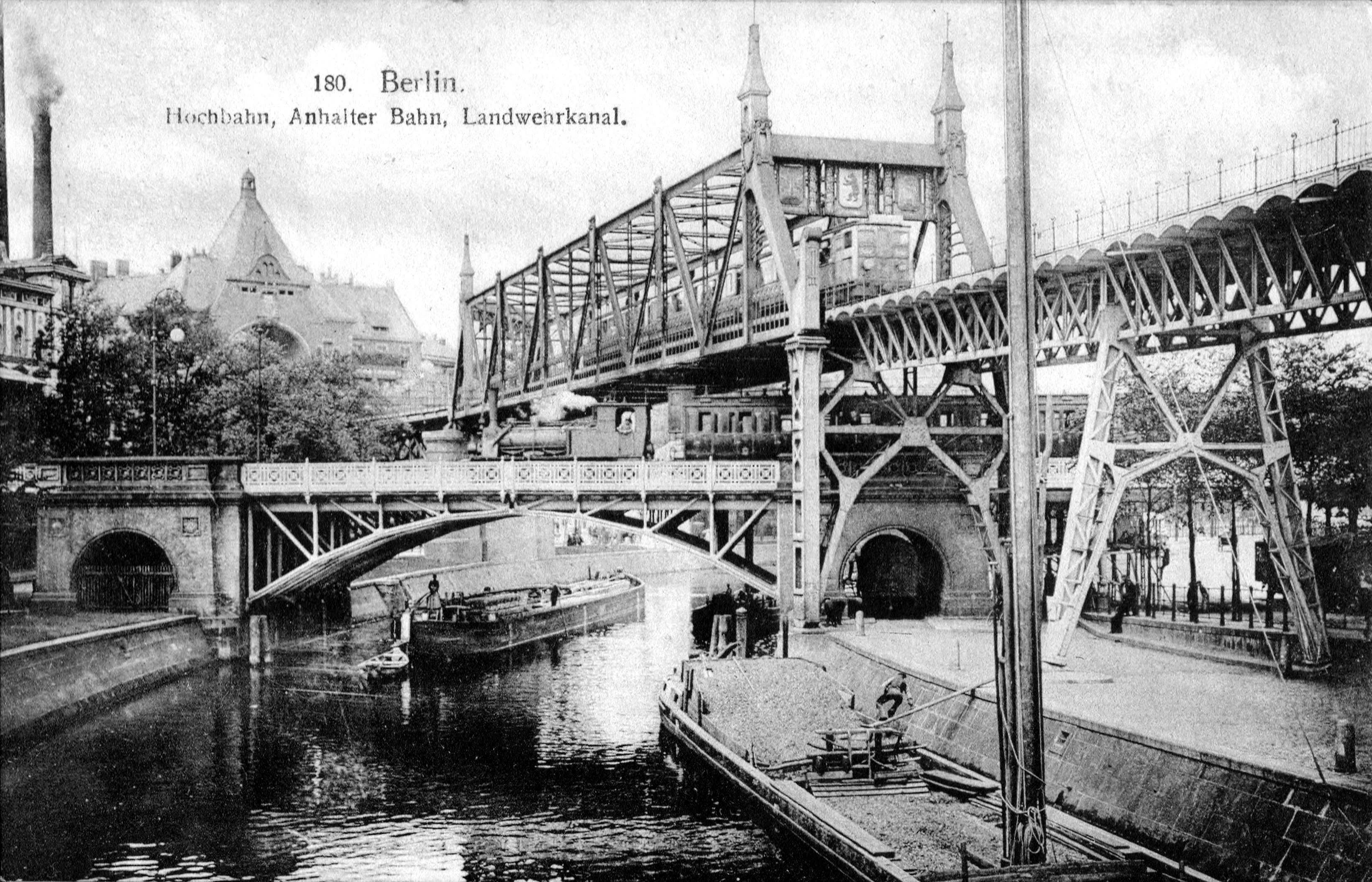
Brücke der Berlin-Anhaltischen Eisenbahn über den Landwehrkanal, darüber der Hochbahnviadukt, um 1900

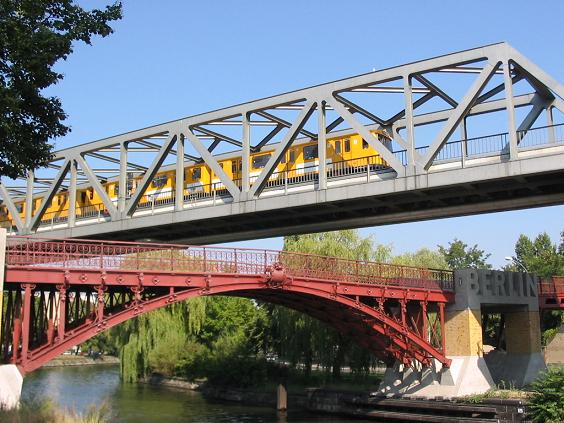
Der Anhalter Steg an Stelle der alten Bahnbrücke, kurz nach dem ehemaligen Bahnbetriebswerk des Anhalter Bahnhofs über den Berliner Landwehrkanal; obere Brücke: U1

Die Anhalter Bahn gehörte nach ihrer Eröffnung zu den wichtigsten Fernbahnstrecken in Deutschland. Von hier aus fuhren die ersten Schnellzüge von Berlin nach Halle, Leipzig, Frankfurt am Main und München, sowie nach Dresden–Prag–Wien über Jüterbog und Röderau. Über die Anhalter Bahn war Berlin schließlich mit Wien, Rom und Athen verbunden. 
Im Jahr 1901 wurde ein eigenes Gleispaar für den Vorortverkehr in Betrieb genommen. Es begann am Potsdamer Ring- und Vorortbahnhof und lief ab den Yorckbrücken parallel zu den Ferngleisen bis zum Bahnhof Groß-Lichterfelde Ost. In diesem Abschnitt löste bereits im Juli 1903 der elektrische Vorortverkehr mit Triebwagen die Dampfzüge ab.

### Als Strecke der Deutschen Reichsbahn
Ab 1923 verkehrte mit dem FD 80 einer der beiden ersten Fernschnellzüge von Berlin über Halle und Nürnberg nach München. In den Folgejahren kamen FD-Linien nach Frankfurt, Basel und Stuttgart dazu. Ab 1935 folgten auf diesen Linien Schnelltriebwagen der Deutschen Reichsbahn. Im Fernzugnetz des Jahres 1939 hatte der Streckenabschnitt zwischen Berlin und Bitterfeld durch die Bündelung der Zugverbindungen Richtung Rhein-Main und Süddeutschland mit 33 Fernzugpaaren je Tag das höchste Verkehrsaufkommen in Deutschland.

### Nach dem Zweiten Weltkrieg

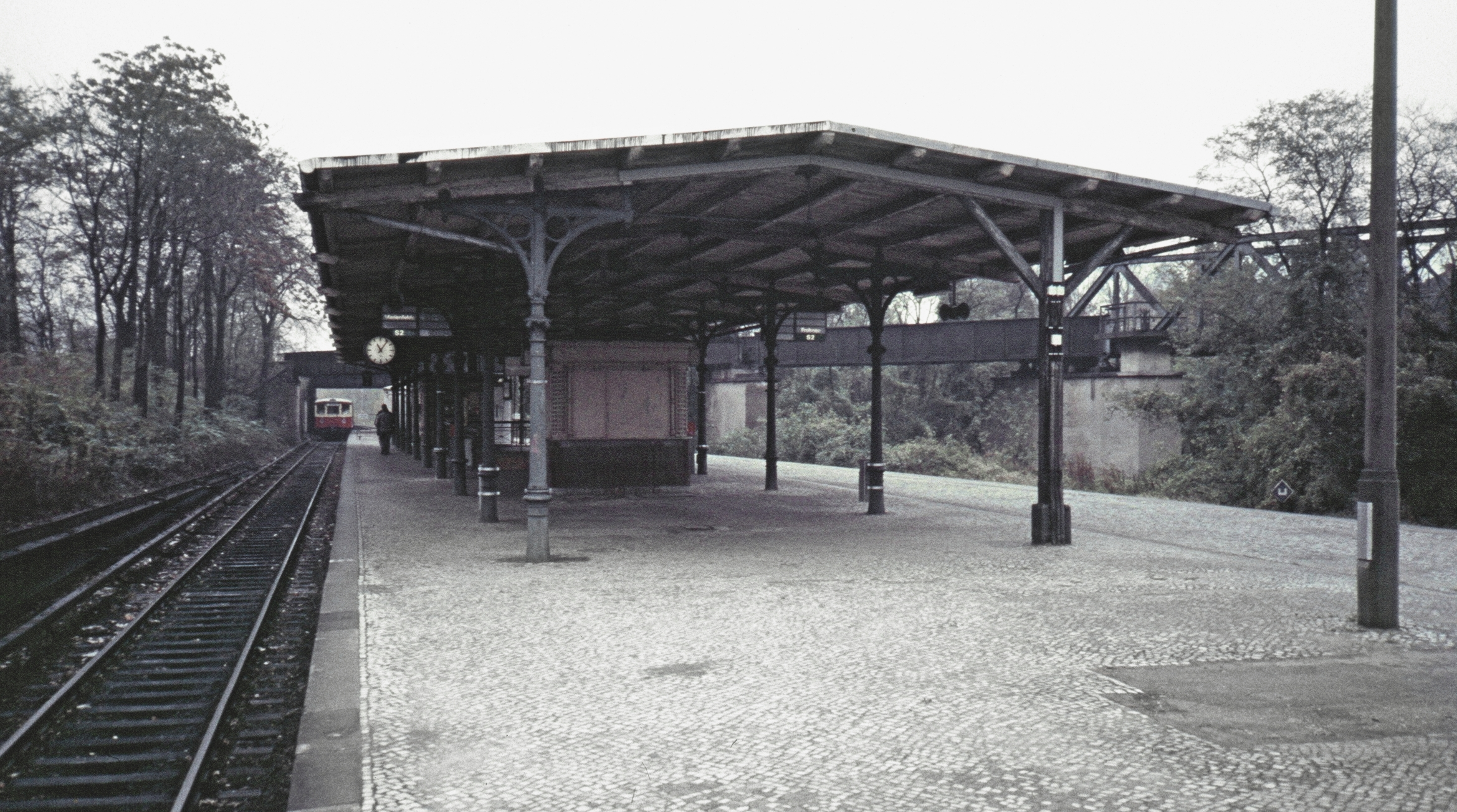
S-Bahnhof Papestraße (unterer Bahnsteig), im Hintergrund die Ringbahn, 1986

Die Anlagen der Anhalter Bahn waren im Raum Berlin durch Kriegseinwirkung schwer beschädigt und nur notdürftig repariert worden. Als Folge der Berliner Teilung ließ die Deutsche Reichsbahn viele Schnellzüge nach dem Krieg zu Bahnhöfen in Ost-Berlin fahren. Aus Richtung Halle und Leipzig war dies erst 1951, mit Fertigstellung der ersten Abschnitte des Berliner Außenrings, möglich. Die Verbindung über die Anhalter Bahn direkt nach Berlin und der im Krieg schwer zerstörte Anhalter Bahnhof in Berlin-Kreuzberg wurden am 18. Mai 1952 geschlossen. Die Fernzüge des DDR-Binnenverkehrs fuhren dann nach Ost-Berlin zu den Endpunkten Ostbahnhof, Lichtenberg oder Schöneweide. Die meisten Züge des Regionalverkehrs endeten bis zum Mauerbau in Teltow, von wo Anschluss zur S-Bahn auf der Anhalter Vorortbahn nach Berlin bestand, freilich nach Personenkontrolle.
Nach dem Mauerbau verblieb der Abschnitt nach Teltow als Stichstrecke. Einige Regionalzüge wurden von Ludwigsfelde kommend über den Außenring weiter nach Schönefeld und Schöneweide geführt, allerdings blieb das Angebot im Personenzugverkehr eher mäßig.
Im Fernverkehr zwischen Berlin und Halle/Leipzig gehörte die Strecke dagegen zu den frequentiertesten der DDR. Der Abschnitt Berlin–Bitterfeld wurde z. B. 1989 ganzjährig von mehr als 30 Schnell- und Expresszugpaaren befahren, hinzu kamen noch eine Reihe von nur im Sommer verkehrenden Zügen und einige Wochenendverstärker. Gut die Hälfte von ihnen hielten in Bitterfeld und Lutherstadt Wittenberg, einige in Jüterbog und wenige in Luckenwalde.
Es verkehrten Schnellzüge, von denen einige schon von der Ostseeküste kamen, über Halle und Erfurt bis nach Meiningen, über Leipzig nach Zwickau und Aue sowie nach Gera und Saalfeld. Über das Netz der Deutschen Reichsbahn hinaus fuhren Züge von Berlin nach Karlsbad und von Rostock nach München. Die meisten Transitzüge von Berlin in die Bundesrepublik fuhren über Dessau und erreichten erst in Bitterfeld die Strecke Berlin–Halle, nur in Ausnahmefällen bereits am Abzw Dennewitz bei Jüterbog.
Ab 1976 wurde die Strecke vor allem auf dem Abschnitt Berlin–Bitterfeld mit dem neuen Städteexpress-Netz der Deutschen Reichsbahn eine wichtige Kernstrecke dieser Zuggattung.
Liste der Städteexpresszüge (Ex) auf der Strecke (Stand: 31. Mai 1991)
- Ex 100/107 Elstertal Gera–Leipzig–Berlin
- Ex 160/167 Sachsenring Zwickau–Berlin
- Ex 150/157 Rennsteig Meiningen–Suhl–Erfurt–Berlin
- Ex 151/156 Berliner Bär Berlin–Leipzig–Erfurt
- Ex 162/163 Thomaner Leipzig–Berlin
- Ex 166/161 Lipsia Leipzig–Berlin

### Nach 1990
Mit der deutschen Wiedervereinigung verlor die Anhalter Bahn zunächst an Bedeutung. Die Transitzüge verloren mit dem Entfall der Grenzkontrollen zwischen den beiden deutschen Staaten ihren Sonderstatus, die Städteexpresszüge waren am 31. Mai 1991 eingestellt worden. Die planmäßige Fahrzeit zwischen Leipzig und Berlin lag 1990 bei rund zweieinhalb Stunden. Die ersten Intercity- und Interregiozüge verkehrten in Tagesrandlagen, erst in den Folgejahren wurden Taktfahrpläne eingeführt.
Auf der Anhalter Bahn verkehrten nach der Wende folgende Linien:
- IC-Linie 8 – Berlin–Leipzig–Nürnberg–München.
- IR-Linie 15 – Berlin–Halle–Erfurt–Frankfurt am Main.

1991 begann der Ausbau der Bahnstrecke von Berlin nach Halle und Leipzig als Verkehrsprojekt Deutsche Einheit Nr. 8.3. Die Planung begann 1992. Anfang 1993 wurden dabei für den Ausbau des Abschnitts Berlin–Bitterfeld für 160 km/h Kosten von 1,95 Mrd. D-Mark veranschlagt. Eine spätere Geschwindigkeitsanhebung auf 200 km/h war vorgesehen. Im Frühjahr 1993 lagen die geschätzten Kosten bei 2,3 Milliarden DM, davon 710 Millionen DM im Land Brandenburg (76 km) und 59 Millionen DM im Land Berlin (19 km).
Ein erster, fünf Kilometer langer, für 160 km/h ausgebauter Abschnitt zwischen Diedersdorf und Genshagener Heide am Berliner Außenring, über den damals der Verkehr in Richtung der Anhalter Bahn verlief, wurde am 22. Dezember 1992 nach fünfmonatiger Bauzeit in Betrieb genommen. Am 22. Mai 1993 wurde dieser Abschnitt um 11 km bis zum Flughafen Berlin-Schönefeld verlängert. Mitte 1994 konnte auf rund 30 Streckenkilometern zwischen Berlin und Bitterfeld 160 km/h gefahren werden. Nach elfmonatiger Vollsperrung ging am 28. Mai 1995 der für 160 km/h ausgebaute Abschnitt Halle–Bitterfeld wieder in Betrieb. Die geplante Bauzeit von zwei Jahren wurde damit unterschritten. Bis Mitte der 1990er Jahre war der Ausbau dabei soweit fortgeschritten, dass eine durchgehende Streckenhöchstgeschwindigkeit von 160 km/h erreicht wurde.
1995 war geplant, die Arbeiten 1999 abzuschließen und dabei insgesamt 3,5 Milliarden D-Mark zu investieren. Die Reisezeit zwischen Halle/Leipzig und Berlin sollte weniger als eine Stunde betragen.
Verschiedene Linienverbesserungen wurden im Zuge des Ausbaus vorgenommen, alle Bahnübergänge beseitigt und sämtliche Bahnhöfe modernisiert. Eine Funkzugbeeinflussung war vorgesehen. Die planmäßige Fahrzeit zwischen Berlin und Leipzig war von 142 Minuten (1990) auf 100 Minuten (1995) gesunken.
Der Ausbau auf 200 km/h Höchstgeschwindigkeit zog sich bis 2006 hin. Nach Inbetriebnahme der Schnellfahrstrecke Hannover–Berlin im Jahr 1998 ging eine Fahrt Berlin–München über diese Strecke und weiter über Fulda und Würzburg bis Ende Mai 2006 schneller als über Halle.
Am 30. April 2000 gingen elektronische Stellwerke (ESTW A) in Luckenwalde und Trebbin in Betrieb, die an das bereits in Betrieb befindliche ESTW Jüterbog angeschlossen wurden. Ab Dezember 2002 wurde die IC-Linie 8 auf den Betrieb mit ICE-Neigetechnikzügen umgestellt.
Nach der Entscheidung für das so genannte „Pilzkonzept“ wurden die Planungen und Baumaßnahmen zur Wiederherstellung der Anhalter Bahn im Berliner Stadtgebiet aufgenommen. Über die Nord-Süd-Fernbahn sollte der neue zentrale Berliner Hauptbahnhof an die Anhalter Bahn angebunden werden. Dazu wurde in den Jahren 2005 und 2006 die Strecke Berlin–Leipzig für Schnellfahrten bis zu 200 km/h ertüchtigt. In den Ausbau der Strecken zwischen Halle, Leipzig und Berlin wurden bis Ende 2011 insgesamt 1,653 Milliarden Euro investiert. Investitionen von 10 Millionen Euro stehen noch aus.
Im Raum Berlin wurde der 16,9 km lange Abschnitt der Anhalter Bahn zwischen dem Bahnhof Südkreuz und Ludwigsfelde wiederaufgebaut. Die Entwurfsgeschwindigkeit auf Berliner Gebiet lag dabei bei 160, im Übrigen bei 200 km/h. Neben 18 Brücken wurden unter anderem auch die Regionalverkehrsstationen in Großbeeren, Teltow und Lichterfelde Ost erneuert. Bei den Planungen wurde ein späterer viergleisiger Ausbau der Strecke berücksichtigt.
Die im Mai 2006 in Betrieb genommenen Fernbahngleise der Anhalter Bahn werden von ICE-Zügen in Richtung Leipzig, Nürnberg und München befahren. Die Fahrzeit im Fernverkehr zwischen Berlin und Leipzig Hauptbahnhof ging damit von 108 Minuten (ab Bahnhof Zoo) auf 73 Minuten (ab Hauptbahnhof) zurück. In der ersten Betriebswoche wurden nach DB-Angaben rund ein Fünftel mehr Fahrgäste gezählt. Auch private Interconnex-Fernverkehrszüge und mehrere Regional-Express- und Regionalbahn-Linien verkehren ebenfalls auf der Strecke.
Nach Angaben der Deutschen Bahn nahm die Zahl der ICE-Fahrgäste auf der Strecke zwischen Anfang 2005 und Mai 2007 um 45 Prozent zu.
Am 1. August 2012 untersagte das Eisenbahn-Bundesamt den Betrieb auf einem 15 km langen Streckenabschnitt zwischen Halle und Bitterfeld, nachdem die in fester Fahrbahn verlegten Y-Stahlschwellen so stark durchgerostet waren, dass die Gleislagestabilität gefährdet gewesen sei. Die Einschotterung der Schwellen und deren Abdeckung aus Gründen des Schallschutzes führten dazu, dass Regenwasser nicht abfloss und dadurch die Korrosion förderte. Die Probleme mit den Mitte der 1990er Jahre eingebauten Schwellen hatten zuvor Geschwindigkeitseinschränkungen von zunächst 160 auf 120 km/h und anschließend auf 50 bzw. 30 km/h erzwungen. Die Züge wurden über Delitzsch umgeleitet.
Ende 2012 begann der Rückbau der bisherigen Fahrbahn. Die Strecke erhielt anschließend eine neue feste Fahrbahn. Die Deutsche Bahn investierte nach eigenen Angaben einen zweistelligen Millionen-Euro-Betrag in die Sanierung.
Seit Juni 2013 wird die Strecke wieder mit einer Höchstgeschwindigkeit von 160 km/h befahren. Ein Planfeststellungsverfahren für eine Anhebung auf 200 km/h sollte im Juni 2013 eröffnet werden. Ende 2012 war geplant, die entsprechenden Arbeiten im Jahr 2015 zu beenden, später war 2017 vorgesehen. Die für die Anhebung der Geschwindigkeit auf 200 km/h erforderliche ETCS-Ausrüstung war 2017 für 2020 vorgesehen. Die Strecke soll nunmehr zwischen Lichterfelde Ost (ausschließlich) und Bitterfeld zwischen 2023 und 2025 mit ETCS ausgerüstet und die LZB danach außer Betrieb genommen werden. Um einer Leistungsreduktion vorzubeugen, ist eine Blockoptimierung vorgesehen. Dazu sind Blockkennzeichen hinter bestehenden Blocksignalen der Gegenrichtungen unter Nutzung vorhandener Gleisfreimeldeabschnitte vorgesehen. Die ETCS-Planung wird im Übrigen auf eine mögliche spätere Erhöhung der Betriebsgeschwindigkeit auf 230 km/h ausgelegt. Der Ein- und Ausstieg aus ETCS in Halle ist nordöstlich des Hauptbahnhofs (bei den Streckenkilometern 156/157) geplant. Aufgrund von Geschwindigkeitseinschränkungen während der Umrüstung wurde zwischenzeitlich erwogen, etwa 20 ICE-Züge pro Tag und Richtung in Berlin Südkreuz ohne Halt durchfahren zu lassen. Diese Überlegungen wurden verworfen. Die zunächst im Jahresfahrplan 2023 vorgesehene 160-km/h-Geschwindigkeitsbegrenzung zwischen Südkreuz und Niedergörsdorf wird nicht umgesetzt. Die Inbetriebnahme von ETCS zwischen Halle und Bitterfeld ist nunmehr für Ende 2026 geplant. Erst nach 2026 soll inzwischen überhaupt eine Vorbereitung für ETCS in den übrigen Streckenabschnitten erfolgen.
Die um 1995 auf einem 4,7 km langen Abschnitt zwischen Peißen und Hohenthurm eingebaute feste Fahrbahn der Bauart Walter wurde, weitgehend im Rahmen einer Vollsperrung, zwischen 27. Dezember 2016 und 14. Mai 2017 durch eine feste Fahrbahn mit mehrlagiger Asphaltschicht ersetzt.
Im Bereich des Bahnhofs Halle (Saale) Hbf sind in den nächsten Jahren weitere Ausbaumaßnahmen geplant. Diese umfassen die nördliche Einbindung der Ausbaustrecke Berlin–Halle/Leipzig (VDE 8.3) sowie die Erneuerung der Gleis- und Oberleitungsanlagen im Bahnhofsbereich. Zwei neue elektronische Stellwerke werden zwanzig bisherige Stellwerke ersetzen. Ende Oktober 2012 wurde die zugehörige Finanzierungsvereinbarung über 252 Millionen Euro unterzeichnet, hiervon trägt 223 Millionen Euro der Bund.
Der Markt für Fernreisen zwischen den Räumen Berlin und Halle (alle Verkehrsträger) hat nach Angaben der Deutschen Bahn ein Volumen von rund 2500 Fahrten je Tag.
Im November 2019 wurde die Strecke zwischen Berlin Südkreuz und Großbeeren Süd zum überlasteten Schienenweg erklärt. Im Oktober 2020 legte DB Netz einen Plan zur Erhöhung der Schienenwegkapazität vor. Darin wird unter anderem eine Blockverdichtung zwischen Berlin Südkreuz und Ludwigsfelde vorgeschlagen, deren Umsetzungszeitraum nicht absehbar ist.
Im März 2021 wurden Planungsleistungen zur Erhöhung der Streckengeschwindigkeit zwischen km 130,400 (Bitterfeld) und 155,900 (Halle) auf 200 km/h vergeben.

### Entwicklung der Reisezeiten
Während des Jahres 2007, dem ersten kompletten Jahresfahrplan seit Inbetriebnahme der Ausbaustrecke, lag die kürzeste planmäßige Reisezeit zwischen Leipzig Hauptbahnhof und Berlin Südkreuz in Nordrichtung bei 57 Minuten für einen ICE-Tagesrandzug ohne weiteren Zwischenhalt sowie 65 Minuten für einen Tagesrandzug mit Halt in Lutherstadt Wittenberg. Die übrigen dort haltenden ICE-Züge fuhren in 60 Minuten ohne Zwischenhalt beziehungsweise 67 Minuten mit Zwischenhalt. In Südrichtung lagen die Taktfahrzeiten bei 62 (ohne Zwischenhalt) respektive 67 Minuten. Ein Zugpaar (ICE 1516/1517) erreichte, ohne Zwischenhalte, zwischen Leipzig Hauptbahnhof und Berlin Hauptbahnhof eine planmäßige Fahrzeit von 60 Minuten. Eine solche planmäßige Fahrzeit wurde in den folgenden Fahrplanperioden nicht mehr erreicht. Im Fahrplanjahr 2008 lag in Südrichtung die planmäßige Reisezeit ohne Zwischenhalt bei 60 und mit Zwischenhalt bei 64 Minuten; in Nordrichtung wurden 62 Minuten erreicht. Insgesamt war 2008 damit das Fahrplanjahr mit den kürzesten durchschnittlichen Reisezeiten seit Bestehen der Strecke.
Im Jahresfahrplan 2010 lag die planmäßige Reisezeit zwischen Leipzig und Berlin Südkreuz zwischen 67 und 75 Minuten; einzelne Züge erreichten 62 Minuten. In den Jahresfahrplänen 2011 und 2012 lagen die Fahrzeiten in gleicher Größenordnung; ein Zug erreicht noch 62 Minuten Fahrzeit. Zwischen Halle (Saale) Hauptbahnhof und Berlin Hauptbahnhof lag die schnellste Reisezeit des Jahres 2008 bei 76 Minuten; im Jahr 2012 waren es 78 Minuten und mit Nahverkehr mit Umstieg in Lutherstadt Wittenberg (und zum Teil in Bitterfeld) waren es (Stand: Fahrplanjahr 2015) 147 bzw. 151 Minuten. Im Fahrplanjahr 2021 dauerte die Fahrt aufgrund der Eröffnung Verkehrsprojekt Deutsche Einheit Nr. 8.2 und Bauarbeiten im Raum Halle (Saale) zwischen Halle (Saale) Hbf und Berlin Hbf mit Fernverkehrszügen 69 Minuten  bzw. 71 Minuten  und mit Nahverkehrszügen 154 Minuten  bzw. 155 Minuten  mit Umstieg in Bitterfeld und Lutherstadt Wittenberg.

### Ausblick
Im dritten Gutachterentwurf des Deutschlandtakts ist zur Vermeidung von Überholungen ein dreigleisiger Ausbau zwischen Muldenstein und Radis für die S-Bahn unterstellt. Dafür sind, zum Preisstand von 2015, Investitionen von 178 Millionen Euro vorgesehen. Ebenfalls geplant ist ein viergleisiger Ausbau zwischen Berlin Südkreuz und Ludwigsfelde für 687 Millionen Euro.
Mit Inkrafttreten des neuen Verkehrsvertrags für das „Netz Nord-Süd“ im Dezember 2026 soll der RE3 von Montag bis Freitag stündlich bis Wittenberg verkehren.

## Unfälle
Am 1. März 1962 löste sich in der Nähe der Stadt Trebbin Ladegut eines Militärzugs, beschädigte einen entgegenkommenden Schnellzug und brachte den eigenen Zug zum Entgleisen. Mehr als 70 Todesopfer werden angenommen.
Am 15. Juni 1962 entgleisten zwischen Blönsdorf und Niedergörsdorf die Lokomotive und drei Wagen des Schnellzuges D 42. Dabei wurden zwei Personen leicht verletzt.
Am 25. Juni 1964 entgleisten im Bahnhof Blönsdorf die beiden letzten Wagen des durchfahrenden Schnellzuges D 38 Berlin–Zwickau und kollidierten auf dem Nachbargleis mit einem entgegenkommenden Güterzug. Dabei starb ein Reisender, 18 weitere wurden schwer verletzt.
Am 22. August 1977 wurde auf einem beschrankten Bahnübergang in Gräfenhainichen ein LKW von der Diesellokomotive des Schnellzuges D 1051 Berlin–Erfurt erfasst und stürzte mitsamt Anhänger um. Dabei wurde eine Passantin getötet, eine weitere Passantin sowie der LKW-Fahrer wurden verletzt. Der LKW hielt zunächst vor der geschlossenen Schranke, die kurz vor der Durchfahrt des D 1051 von der Stellwerksmeisterin geöffnet wurde.
Der Kesselzerknall in Bitterfeld am 27. November 1977 war die bisher letzte Kesselexplosion einer Dampflokomotive in Deutschland. Dabei starben neun Menschen.

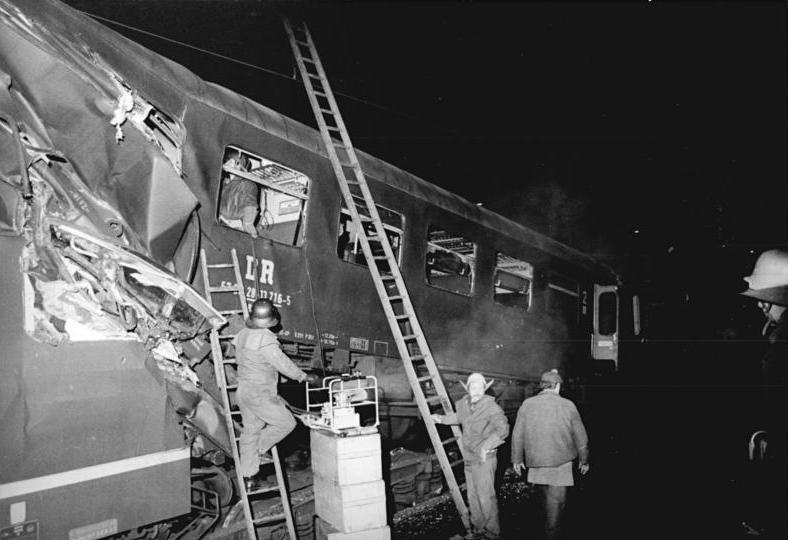
Bergungsarbeiten nach dem Unfall vom 29. Februar 1984

Am 29. Februar 1984 stießen in Hohenthurm der Transitzug D 354 und der P 7523 zusammen, nachdem der Lokomotivführer des Transitzuges drei haltzeigende Signale überfahren hatte. 11 Menschen im Personenzug starben, mindestens 46 wurden verletzt.
Am 19. Januar 1988 fuhr der D 716 bei Forst Zinna (bei Jüterbog) mit 120 km/h ungebremst in einen sowjetischen Panzer, der auf den Gleisen stand. Dabei starben sechs Menschen, 33 weitere wurden schwer verletzt.
Am 29. Mai 1988 entgleiste unmittelbar vor dem Bahnhof Pratau nahe Lutherstadt Wittenberg ein Güterzug, wobei 18 Wagen umstürzten.

## Technische Ausrüstung
Der elektrische Betrieb begann auf der Anhalter Bahn schon früh. Der Abschnitt Bitterfeld–Dessau wurde als Versuchsstrecke 1911 elektrifiziert. Am 5. Juni 1914 wurde auch der Abschnitt Bitterfeld–Leipzig in Betrieb genommen. Doch bereits am 1. August desselben Jahres wurde der elektrische Betrieb wieder eingestellt. 1922 wurde er erneut aufgenommen, der geplante Weiterbau nach Berlin unterblieb jedoch wegen des Zweiten Weltkrieges. Im März 1946 mussten die Fahrleitungsanlagen als Reparationsleistung wiederum abgebaut werden. Seit dem 9. Juli 1958 ist die Strecke Leipzig–Dessau wieder mit elektrischen Lokomotiven befahrbar, seit Mai 1963 auch der Abschnitt Muldenstein–Halle (Saale). Erst 1976 wurden die Elektrifizierungsarbeiten von Muldenstein aus in Richtung Berlin fortgeführt, seit 1984 ist die Gesamtstrecke elektrifiziert.
Bei der Eisenbahnsicherungstechnik war die Zuständigkeit der Reichsbahndirektionen gut erkennbar. Während der in der Rbd Berlin gelegene Abschnitt Ludwigsfelde–Dennewitz um 1978 mit Spurplanstellwerken (darunter das erste Stellwerk der Bauart GS III Sp68 im Bahnhof Jüterbog) und automatischem Streckenblock mit signalisiertem Falschfahrbetrieb ausgerüstet wurde, blieb es in der Reichsbahndirektion (Rbd) Halle zwischen Niedergörsdorf und Leipzig bzw. Halle bei den herkömmlichen, größtenteils mechanischen Anlagen. Im Zuge der Wiederausrüstung mit Punktförmiger Zugbeeinflussung wurden die restlichen Form- durch Lichtsignale ersetzt. Signale für Fahrten entgegen der gewöhnlichen Fahrtrichtung wurden im Bereich der Rbd Halle jedoch nicht aufgestellt.
Beim Ausbau auf 200 km/h wurde die gesamte Strecke zwischen 1992 und 1999 mit elektronischen Stellwerken ausgerüstet. Seitdem ist durchgehend Gleiswechselbetrieb möglich, es sind nur noch Ks-Signale vorhanden. Beim Umbau erhielt der Bahnhof Muldenstein zur besseren Führung im durchgehenden Bogen im Nordkopf Weichen mit beweglichen Herzstückspitzen. Außerdem mussten alle höhengleichen Bahnübergänge beseitigt werden sowie neue Brückenbauwerke errichtet werden. Dies waren unter anderem bei Muldenstein die Nördliche Muldeflutbrücke, die Muldebrücke und die Leinebrücke. Die drei neuen Balkenbrücken aus Spannbeton ersetzten Gewölbebrücken aus dem Jahr 1857.

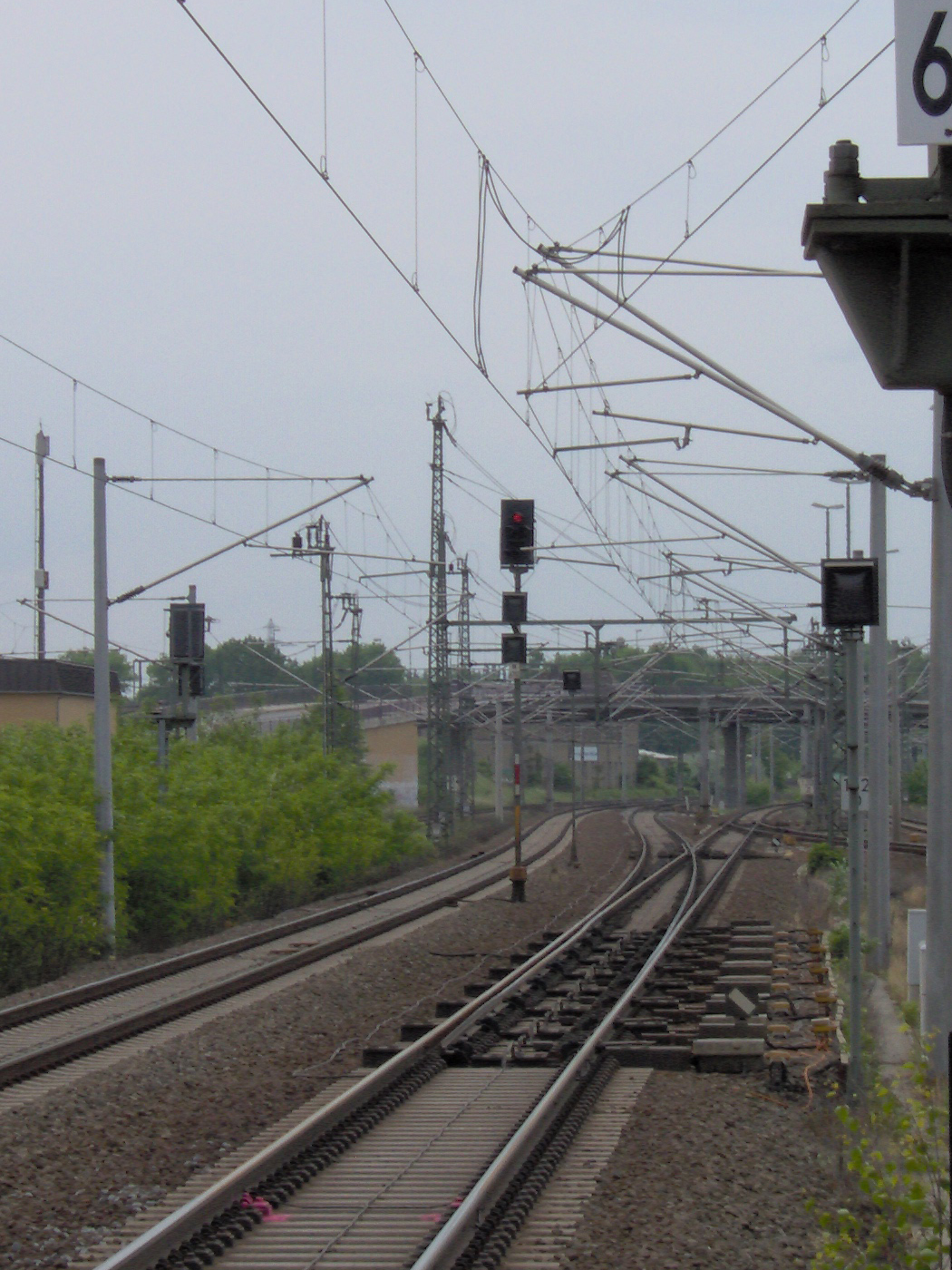
Schnellfahrweiche am südlichen Bahnsteigende des Bahnhofs Bitterfeld

Im Bahnhof Bitterfeld wurden im Januar 1998 die damals längsten Weichen der Welt eingebaut. Die 169,2 Meter lange Konstruktion ist mit 220 km/h (im Regelbetrieb: bis 200 km/h) im abzweigenden Strang befahrbar. Die Weiche 03 im Nordkopf des Bahnhofs Bitterfeld erlaubt damit Zügen aus Leipzig Richtung Berlin, ohne Geschwindigkeitsreduzierung in die Bahnstrecke aus Halle einzufädeln. Die Zungen sind jeweils 59 m lang und wogen, einschließlich Traverse beim Einbau, 120 t. Die Weichen waren mit acht Antrieben für die Zungenvorrichtung und drei für die beweglichen Herzstückspitzen ausgerüstet und wurden als Klothoidenweichen ausgeführt: Ihre Radien verkleinern sich von 16 000 m am Weichenanfang auf 6100 m zur Mitte hin. Die 1999 eingebaute Weiche 60 im Südkopf würde Zügen aus Wittenberg Richtung Halle erlauben, mit 220 km/h auszufädeln, die Strecke Richtung Halle erlaubt derzeit jedoch noch keine derart hohen Geschwindigkeiten. Die Weiche 03 wurde 2018 durch eine konstruktiv einfachere Korbbogenweiche EW 60-7000/6000 mit nur noch zwei Antrieben für die Zungenvorrichtung ersetzt.

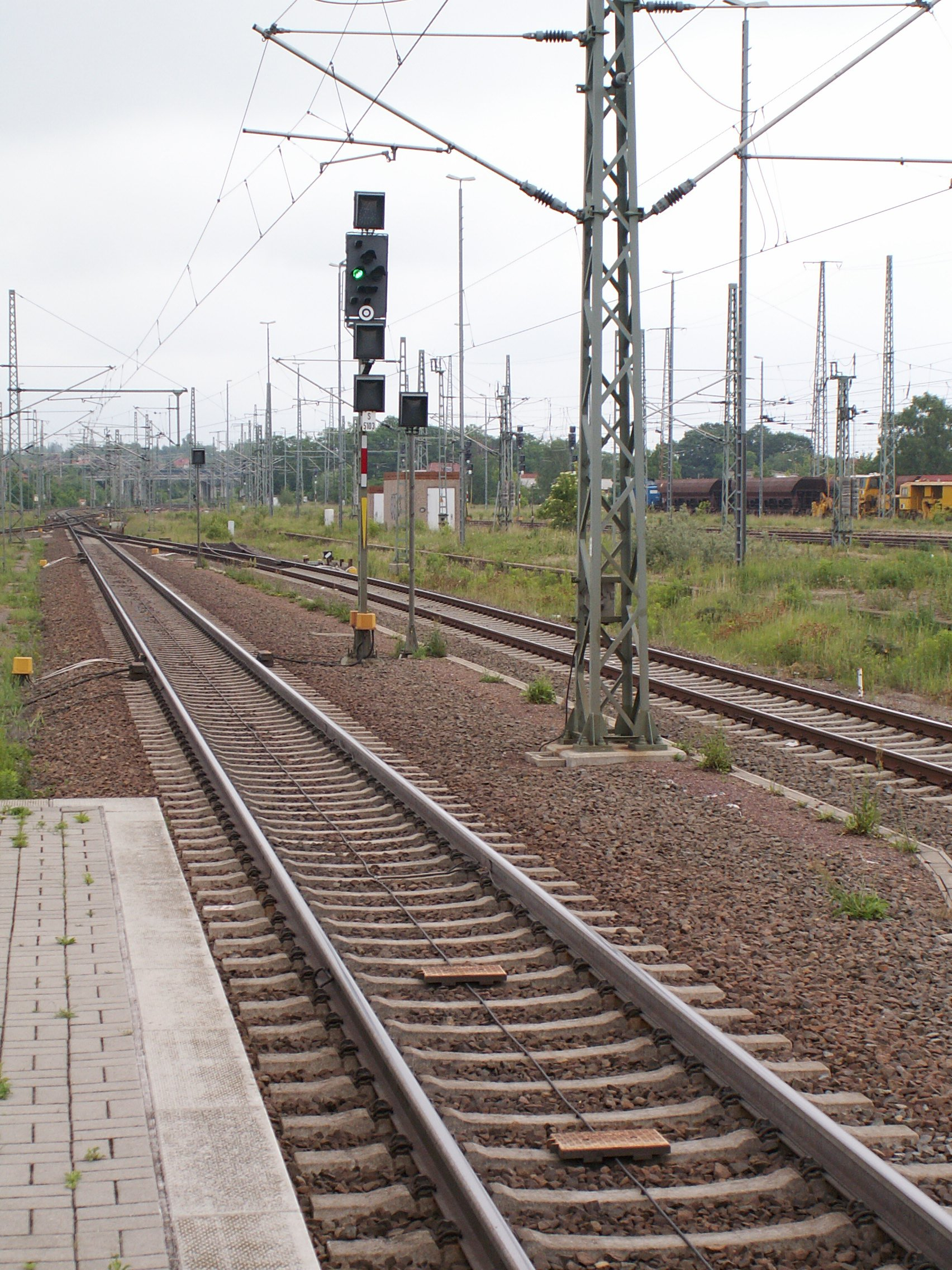
Zwei ETCS-Balisen auf dem Linienleiter der linienförmigen Zugbeeinflussung vor einem Ks-Signal am nördlichen Bahnsteig 3 des Wittenberger Hauptbahnhofs

Zum Sammeln betrieblicher Erfahrungen und für die Ausarbeitung des betrieblichen Regelwerkes mit dem Zugbeeinflussungssystem European Train Control System (ETCS) bei der Deutschen Bahn wurde im Juli 1997 der Auftrag für die Strecken- und Fahrzeugausrüstung des nördlichen Abschnitts zwischen Jüterbog und Ludwigsfelde erteilt. Mit dem Technologieträgerfahrzeug wurden ab 2000 Mess- und Testfahrten durchgeführt.
Zusätzlich ging im Jahr 2001 auf dem 15 km langen Testabschnitt zwischen Bitterfeld und Gräfenhainichen GSM-R vollständig in Betrieb. Damit wurden erstmals in Deutschland die seit 2002 für Hochgeschwindigkeitsstrecken EU-weit verbindlichen Standards in Form von ETCS Level 2 auf einem Teil dieser Strecke installiert.
Die DB plante zunächst, im Südteil alle drei ETCS-Level zu erproben. Nachdem die Entwicklung von ETCS Level 3 zurückgestellt wurde und ein 200-km/h-Betrieb mit ETCS Level 1 nicht zulassungsfähig gewesen sei, wurde der Abschnitt letztlich mit ETCS Level 2 ausgerüstet.

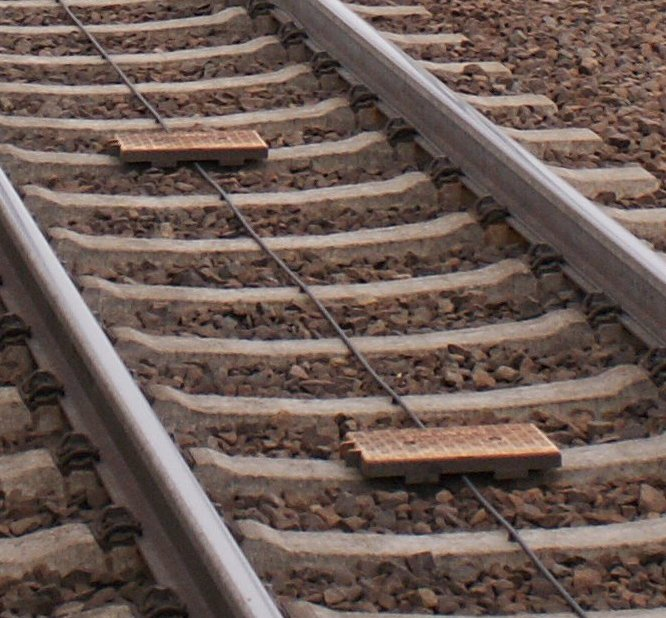
Eurobalisen in Wittenberg

Auf dem nördlichen Abschnitt zwischen Jüterbog und Ludwigsfelde wurden 275 Balisen des Typs „S21“ verlegt und ein Radio Block Centre (RBC) errichtet. Ein zweiter Abschnitt Jüterbog – Halle/Leipzig erhielt insgesamt 975 Balisen und zwei RBCs. Nach einer zweijährigen Erprobungsphase im Versuchsbetrieb wurden die Balisen zurückgebaut, eine neue Planung entwickelt und neu programmierte Balisen eingebaut. Damit wurde die Strecke mit ETCS-Level-2-Ausrüstung (SRS 2.2.2+) als weltweit erste im Dezember 2005 für den kommerziellen Fahrgastbetrieb freigegeben. Die Strecke wurde zwischen Teltow (km 8,1) und Bitterfeld (km 135,6) mit ETCS ausgerüstet.
Bis 26. Mai 2006 verkehrte das IC-Zugpaar 2418/2419 probeweise fahrplanmäßig bei bis zu 200 km/h ETCS-geführt. Dem folgte dann ab 17. Juni 2006 der ebenfalls erstmalige fahrplanmäßige Betrieb unter ETCS Level 2 mit 200 km/h. Die Zugpaare IC 2418/2419 bzw. 2416/2417 sowie der EN 228/229 verkehrten ETCS-geführt. Für den Probebetrieb waren fünf Lokomotiven der Baureihe 101 bereits 2001 mit ETCS-Fahrzeugeinrichtungen ausgerüstet worden.
Im Jahr 2007 erfolgte noch eine Harmonisierung der Versionsstände der ETCS-Ausrüstungen auf die Spezifikation SRS 2.3.0d, aber keine Wiederinbetriebnahme mit betrieblicher Freigabe. Diese muss heutzutage mit der aktuellen Spezifikation SRS 3.4.0 erfolgen. Im Mai 2021 gab DB Netz bekannt, dass man hierfür die alten Ausrüstungsverträge mit der Firma Thales aus dem Jahr 2010 reaktivieren wolle, da sie entsprechende Änderungsoptionen bereits enthalten. Der Großteil der Balisen des ETCS-Versuchs befindet sich noch im Gleis.
Weil das ETCS erst sehr viel später als geplant verfügbar wurde und die Geschwindigkeit von 200 km/h, die seit dem Beginn der Arbeiten 1992 als Ausbauziel feststand, deshalb nicht gefahren werden konnte, hätten eventuell Fördermittel an die Europäische Union zurückgezahlt werden müssen. Um dies zu vermeiden, wurde die Strecke zwischen Bitterfeld und Berlin (km 10,6) in den Jahren 2005 und 2006 mit linienförmiger Zugbeeinflussung (Typ LZB L72 CE II) mit CIR-ELKE II ausgerüstet. Nur die durchgehenden Hauptgleise und die Verbindungen zwischen ihnen sind mit Linienleitern versehen, seitliche Einfahrten von Überholgleisen wurden nicht vorgesehen.
Ab Dezember 2022 bis 2025 sollte die LZB schrittweise durch ETCS Level 2 ersetzt werden.

### Streckenzustand und Höchstgeschwindigkeit
Zwischen Teltow (bei Berlin) (km 12,36) und Bitterfeld (km 132,10) kann die Strecke seit Mai 2006 mit 200 km/h befahren werden. Lediglich im Bereich von Lutherstadt Wittenberg (Streckenkilometer 92,9 bis 97,5) liegt die planmäßig zulässige Höchstgeschwindigkeit bei 160 km/h. Von Juni 2010 bis 13. Dezember 2013 konnten die beiden jeweils rund zehn Kilometer langen Abschnitte Gräfenhainichen–Muldenstein (Streckenkilometer 126 bis 116) und Blönsdorf–Zahna (Streckenkilometer 84 bis 75) nur noch mit 160 km/h befahren werden. Seit Dezember 2013 ist wieder eine Geschwindigkeit von 200 km/h freigegeben. Der Grund für die dreijährige Geschwindigkeitsbeschränkung war die fehlende Nachrüstung neuer Heißläuferortungsanlagen.